# Ayaviri (distrito de Melgar)
Ayaviri é um distrito do Peru, departamento de Puno, localizada na província de Melgar.

## Transporte
O distrito de Ayaviri é servido pela seguinte rodovia:
- PU-102, que liga a cidade de Tirapata  ao distrito
- PE-3SG, que liga o distrito de Challhuahuacho (Região de Apurímac) à cidade
- PE-3S, que liga o distrito de La Oroya à Ponte Desaguadero (Fronteira Bolívia-Peru) - e a rodovia boliviana Ruta 1 - no distrito de Desaguadero (Região de Puno)[1][2][3]